# فيزياء الجسيمات الفلكية

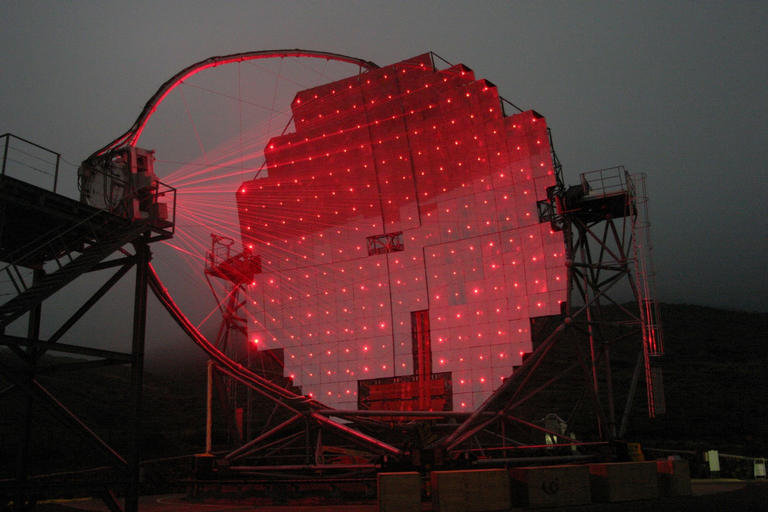

فيزياء الجسيمات الفلكية (بالإنجليزية: Astroparticle physics) وتعرف أيضاً باسم فيزياء فلك الجسيمات هي فرع من علم فيزياء الجسيمات الذي يدرس الجسيمات الأولية ذات الأصول الفلكية وعلاقتها بالفيزياء الفلكية وعلم الكون. وهو حقل جديد نسبياً من البحوث الناشئة عند تقاطع فيزياء الجسيمات وعلم الفلك والفيزياء الفلكية وفيزياء الكواشف، والنسبية، وفيزياء الحالة الصلبة، وعلم الكون. والدافع إليه هو اكتشاف تذبذب النيوترينو، حيث شهد المجال بعده تطورا سريعا، نظريا وعمليا منذ وقت مبكر من بداية الألفية الثالثة.

## تاريخ
يمكن القول أن هذا الحقل من الفيزياء قد بدأ في العام 1910، عندما قام الفيزيائي الألماني تيودور وولف بقياس التأين في الهواءإلى جانب مؤشر الإشعاع غاما، في الجزء السفلي والعلوي من برج إيفل. وجد أن هناك نسبة أكثر بكثير من التأين في الأعلى مما كان متوقعا إذا نسب الإشعاع فقط إلى المصادر الأرضية.